# 고은수
고은수(1989년 4월 5일 ~ )는 대한민국의 배우이다.

## 학력
- 2008년 ~ 2012년 동덕여자대학교 방송연예과 학사

## 출연

### 방송

#### 드라마
- 2016년 MBC 《옥중화》 - 초희 역

### 영화
- 2014년 《루치펠》 - 솔이 역
- 2015년 《비스티걸스》 - 모델 2 역

### 공연

#### 연극
- 2017년 《그대와 영원히》

#### 뮤지컬
- 2016년 《사랑을 이루어 드립니다》

### 뮤직비디오
- 2015년 라이프플랜비 - 〈희망고문〉

## 수상
- 2014년 미스코리아 미스서울 선발대회 미